# Ngọc Giàu
Phong Thị Ngọc Giàu, thường được biết đến với nghệ danh Ngọc Giàu (sinh ngày 13 tháng 12 năm 1945), là một nữ diễn viên kiêm nghệ sĩ cải lương người Việt Nam.

## Sự nghiệp
Theo tạp chí Kịch Ảnh, Ngọc Giàu sinh trưởng trong gia đình lao động nghèo ở Thủ Thiêm, Gia Định (nay là Thành phố Thủ Đức, Thành phố Hồ Chí Minh), thuộc dòng dõi quý phi Lê Ngọc Bình.
Quê gốc của bà ở Huế. Ngọc Giàu rất mê ca hát. Lúc 12 tuổi, bà được nhận vào gánh hát Mai Lan Phương – Ngọc Chiểu và chỉ làm tỳ nữ, rồi ngâm thơ hậu trường. Đến khi về đoàn Ngọc Kiều của Hoàng Kinh – Ngọc Đáng (năm bà tròn 13 tuổi) thì bà được đóng những vai đào nhì, sau hai tháng được nâng lên đào chính. Một lần cùng đoàn đi diễn ở Quảng Ngãi, đoàn Ngọc Kiều diễn vở Đôi mắt giai nhân. Trong số khán giả đến xem đêm diễn đó có bà bầu của đoàn Kim Chưởng nên Ngọc Giàu đã được mời về làm diễn viên của đoàn Kim Chưởng.
Sau hơn một năm cùng đoàn đi lưu diễn khắp các tỉnh từ miền Trung đến Đồng bằng sông Cửu Long. Năm 1958, về đến Sài Gòn, Ngọc Giàu được chủ rạp hát Hưng Đạo mời dự lễ khai trương, đồng thời đóng vai đào chính trong vở Hai cánh én đầu xuân, đóng cặp cùng nam diễn viên tài danh Minh Chí. Sau lần diễn đó, nghệ sĩ Minh Chí đã đưa bà đi giới thiệu với các hãng băng đĩa ở Sài Gòn. Chủ hãng Châu Á, một hãng đĩa lớn ở Sài Gòn, sau khi nghe Ngọc Giàu ngâm thơ và hát thử đã ký hợp đồng dài hạn với bà.
Hai năm sau, Ngọc Giàu được soạn giả Hà Triều – Hoa Phượng ở đoàn hát Thanh Minh – Thanh Nga mời về đoàn. Bà được trao Giải Thanh Tâm vào đầu năm 1960 nhờ nhiều vai diễn, như vai đào chính Điêu Thuyền. Năm 1967, bà nhận Giải Thanh Tâm Xuất Sắc. Ngọc Giàu là một trong ba nữ nghệ sĩ hiếm hoi đoạt được giải Thanh Tâm Xuất Sắc với Thanh Nga (1966) và Bạch Tuyết (1965).
Trong suốt sự nghiệp hoạt động nghệ thuật, bà đã diễn cùng với rất nhiều nghệ sĩ như: Út Trà Ôn, Thành Được, Hùng Cường, Tấn Tài, Thanh Sang, Phương Quang, Diệp Lang, Út Bạch Lan, Thanh Nam, Bảo Quốc, Thanh Nga, Bạch Tuyết, Phượng Liên, Lệ Thủy, Mỹ Châu, Thanh Kim Huệ, Minh Vương, Minh Phụng, Minh Cảnh,...
Bà và nghệ sĩ Hồng Nga từng là cặp đôi tấu hài đình đám.

## Giải thưởng
Năm 1960, Ngọc Giàu nhận Giải Thanh Tâm qua vai Điêu Thuyền. Bà là nghệ sĩ đoạt giải Thanh Tâm trẻ tuổi nhất, khi mới 15 tuổi.
Năm 1961, Ngọc Giàu nhận bằng danh dự giải Thanh Tâm.
Năm 1967, bà nhận Giải Thanh Tâm Xuất Sắc.
Năm 1988, bà được trao tặng danh hiệu Nghệ sĩ ưu tú. 
Năm 1995, bà được trao Giải Mai Vàng lần thứ nhất.
Năm 1996, bà được trao Giải Mai Vàng lần thứ hai.
Năm 2003, bà đoạt giải Diễn viên được yêu thích nhất trong chương trình Gala Cười 2003.
Năm 2012, bà được trao tặng danh hiệu Nghệ sĩ nhân dân ở lần xét thứ 7 – năm 2011.
Cho đến nay, hơn 60 năm gắn bó với nghệ thuật, và là nghệ sĩ, người thầy mẫu mực của Nhà hát Cải lương Trần Hữu Trang, Ngọc Giàu đã có hàng trăm vai diễn trên sân khấu cải lương, khoảng 50 vở kịch, hàng chục vở hài, phim truyện nhựa, video.

## Các vai diễn

### Cải lương
- Anh hùng xạ điêu (vai Mục Niệm Từ)
- Bình Tây Đại Nguyên Soái (vai bà Trương Định)
- Bụi mờ Ải Nhạn
- Bông hồng cài áo (vai bà mẹ điên)
- Câu thơ yên ngựa (vai Thượng Dương/ vai Ỷ Lan)
- Chiêu Quân cống Hồ (vai Chiêu Quân)
- Con gái chị Hằng (vai Chị Hằng)
- Cô gái Đồ Long (vai Triệu Minh)
- Cô Lành cầu Bông
- Cho trọn cuộc tình (vai Yến Lan)
- Chê chồng
- Chuyện tình An Lộc Sơn (vai Mai Tiểu Loan)
- Dương Quý Phi (vai Dương Quý Phi)
- Đoạn tuyệt
- Đôi mắt người xưa
- Đỗ Thập Nương (vai Đỗ Thập Nương)
- Đời cô Lựu (vai bà Hương và cô Bảy cán vá)
- Hận tình Tô Ánh Nguyệt (vai Tô Ánh Nguyệt)
- Hòn đảo thần vệ nữ
- Lan và Điệp (vai Lan)
- Lá trầu xanh (vai bà Hội đồng)
- Lá sầu riêng
- Lương Sơn Bá, Chúc Anh Đài (tức Dang Dở) (vai Chúc Anh Đài)
- Lưu Bình, Dương Lễ (vai Châu Long)
- Kén Chồng (vai vợ Sáu xích lô)
- Kiều Nguyệt Nga (vai Lục Vân Tiên)
- Mạnh Lệ Quân (vai Tô Ánh Tuyết)
- Mắt em là bể oan cừu
- Một trang tình sử
- Nạn con rơi
- Ngao, Sò, Ốc, Hến (vai bà Huyện/ vai Trùm Sò)
- Ngôi nhà ma
- Người yêu của nữ hoàng
- Nguyễn Thái Học (vai Nguyễn Thị Giang)
- Nợ tình
- Nỗi oan Thị Kính
- Nửa đời hương phấn (vai Diệu/ vai người mẹ)
- Rạng ngọc Côn Sơn (vai Thị Lộ)
- San Hậu (vai Tam Cung Nguyệt Kiểu/ vai Phàn Phụng Cơ)
- Sân khấu về khuya (vai Mỹ Tiên)
- Số đỏ (tức Tình cô gái Huế) (vai O Sương)
- Tấm lòng của biển
- Thần Nữ dâng ngũ linh kỳ (vai Phàn Lê Huê)
- Thái hậu Dương Vân Nga (vai Dương Vân Nga)
- Thị Mầu lên chùa
- Thoại Khanh, Châu Tuấn (vai Thoại Khanh)
- Tiếng trống Mê Linh (vai Trưng Trắc/ vai Nàng Tía)
- Tiếng trống sang canh (vai Tuyết Vân)
- Tình mẫu tử (vai người mẹ)
- Tống tửu Ô Hắc Lợi
- Tướng cướp Bạch Hải Đường (vai Nhung)
- Triệu Tử Long đoạt ấu chúa
- Phụng Nghi Đình (vai Điêu Thuyền/ vai Đổng Trác/ vai Vương Tư Đồ)
- Tấm Cám (vai Tấm)
- Tấm lòng của biển
- Tình yêu và lời đáp (vai bà mẹ Củ Chi)
- Trinh nữ lầu xanh (vai Mai Trinh)
- Xử án Bàng Quý Phi

### Phim đã tham gia
- Sút... dzô, sút... dzô !
- Lẵng hoa tình yêu
- Khi đàn ông có bầu
- Võ lâm truyền kỳ
- Năm sau con lại về
- Tấm Cám: Chuyện chưa kể
- Sài Gòn anh yêu em
- Có căn nhà nằm nghe nắng mưa
- Oppa, phiền quá nha!
- Pháp sư mù: Ai chết giơ tay
- Bố Già
- Làm đẹp ăn tết
- Nhà bà Nữ
- Osin nổi loạn
- Những nàng công chúa nổi tiếng
- Mai
- Bao giờ hết ế.
- Bộ tứ báo thủ

- Và nhiều bộ phim khác

## Tân nhạc, tân cổ & vọng cổ
- Dạ cổ hoài lang (Nguyên tác: Cao Văn Lầu)
- Buồn vào đêm (Tân nhạc: Thanh Sơn; cổ nhạc: Viễn Châu)
- Con gái của mẹ (Tân nhạc: Giao Tiên; cổ nhạc: Loan Thảo)
- Dương Quý Phi (Sáng tác: Viễn Châu)
- Đèn khuya
- Mong chờ
- Lan và Điệp
- Khúc hát tương tư
- Ghen ngầm
- Thương về miền đất lạnh
- Sầu lẻ bóng
- Khúc nhạc từ ly
- Nhớ mẹ (Sáng tác: Viễn Châu)
- Đêm Gành Hào nghe điệu hoài lang (Tác giả: Vũ Đức Sao Biển)
- Vĩnh khúc hoài lang
- Gió biển Hà Tiên
- Mẹ vẫn đợi con về
- Nỗi buồn mẹ tôi (Nhạc: Minh Vy; lời vọng cổ: Hà Nam Quang)
- Tâm Sự Mộng Cầm
- Tâm Sự Mai Đình
- Thoại Ba Công Chúa
- Chim Vịt Kêu Chiều
- Anh Đi Xa Cách Quê Nhà
- Buồn Trong Kỷ Niệm
- Kiều Phong A Châu
- Sương Khói Rừng Khuya
- Ngày Xưa Bây Giờ
- Mục Liên tìm mẹ
- Bên Bờ Suối Vắng
- Hận Tình Tô Ánh Nguyệt
- Tám điệp khúc
- Sầu lẻ bóng